# Macrozamia spiralis
Macrozamia spiralis — вид голонасінних рослин класу саговникоподібні (Cycadopsida).
Етимологія: лат. spiralis — «спіралі», посилаючись на (іноді), скручений листовий хребет.

## Опис
Рослини без наземного стовбура, стовбур 8–20 см діаметром. Листя 2–12 в короні, сіро-зелене, напівглянсове, 50–100 см завдовжки, з 45–120 листівок; хребет від спірально не закручених до помірно спірально закручених; черешок 15–40 см завдовжки, прямий, без шипів. Листові фрагменти прості; середні — завдовжки 120—200 мм, 5–10 мм завширшки. Пилкові шишки веретеновиді, 15–20 см завдовжки, 5–6 см діаметром. Насіннєві шишки яйцюваті, завдовжки 12–20 см, 6–9 см діаметром. Насіння яйцеподібне, 25–30 мм завдовжки, 20–25 мм завширшки; саркотеста червона.

## Поширення, екологія
Країни поширення: Австралія (Новий Південний Уельс). Цей вид розкиданий у склерофітних лісах на піщаних або щебенистих ґрунтах з низькою родючістю ґрунтів.

## Загрози та охорона
Рослини зустрічаються в Національному парку Вераката і англ. Windsor Downs Nature Reserve, Castlereagh Nature Reserve, Agnes Banks Nature Reserve. 